# Pál levele Tituszhoz

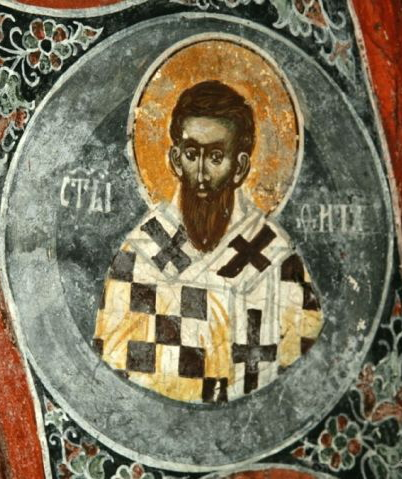
Titus - Szent Miklós templom, Kosovo

Pál levele Tituszhoz (Károli: Titus) a Bibliában, az Újszövetségben található a három pasztorális levél egyike. Sok mai tudós a másik két pásztori levéllel (1 Timóteus és 2 Timóteus) együtt pszeudoepigráf (hamis forrásmegjelölésű) levélnek tekinti.
A levél felépítése, stílusa és mondanivalója megegyezik Pál Timótheoszhoz intézett első levelével.

## Szerzője
A szerző a bevezetésben Pálnak, Jézus Krisztus apostolának mutatkozik be, aki Isten rendelkezése alapján a hitre és igazságra vezessen az evangélium hirdetése útján. 
Ennek ellenére a levél szerzősége és keletkezésének időpontja vitatott: 
- a hagyományos, ma már kisebbségi vélemény szerint Pál apostol írta 66. és 67. között,
- a mai kutatók többségi álláspontja az, hogy a levelet egy ismeretlen, Pál apostol nevét felhasználó szerző az i. sz. 80 és a II. század közepe között írta.

A modern tudósok általában valamikor az 1. század végére vagy a 2. század első felére helyezik a megírásának idejét.

## A levél címzetje, Titusz
Tituszt a közös hitben szerzett fiának nevezi, akit Kréta szigetén hagyott a hiányok pótlása miatt. A levél befejezéseként Tituszt magához rendeli, amint megérkeznek azok, akit Pál küld és őt ott leváltják, induljon Nikopoliszba, mert Pál ott fogja eltölteni a telet.

## A levél célja
Feddhetetlen presbitereket és püspököt keresni hasonló feltételekkel, mint Pál Timótheoszhoz intézett első levelében leírta. A szerző szerint el kell hallgattatni a sok elégedetlenkedőt, a haszonlesőket, ámítókat és fecsegőket, mert egész családokat dúlnak fel. Megjegyzi, hogy főképp a körülmetéltek soraiban találhatók ilyenek. Egy prófétára hivatkozik Pál, és kifejti: a krétaiak örök hazugok, gonosz fenevadak és falánk naplopók. Megemlíti, hogy a tisztának minden tiszta, a tisztátalannak semmi sem az. Titusznak tanácsot ad, miről beszéljen a krétaiaknak: szakítsanak istentelenségükkel és a földi vágyaikkal; várják Krisztus dicsőséges eljövetelét, és a gonosztól való megváltás után a jótettekben buzgolkodó néppé legyenek. Váljanak engedelmessé, készek a jóra, legyenek barátságosak és ne szitkozódjanak. Titusz kerüljön minden haszontalan vitát, a tévtanítókat rövid figyelmeztetés után el kell hagyni, azok úgyis saját magukat ítélik el.